# Mennisweiler
Mennisweiler ist ein Ortsteil der Stadt Bad Waldsee auf der Gemarkung Mittelurbach.

## Geschichte
Die erste bekannte Erwähnung von Mennisweiler datiert auf das Jahr 1252 als „Menboldiswilare“. Zwischen 1252 und 1256 wird ein Niederadel von Mennisweiler genannt. Im Jahr 1787 fand in Mennisweiler eine Vereinödung statt, eine Reorganisation der landwirtschaftlichen Nutzflächen. Die Kapelle des Ortes wurde im Jahr 1830 neu erbaut. Zuvor existierte bereits die Kapelle Sankt Eligius, die im Jahr 1724 erbaut wurde, und deren Vorgänger im dreißig Jährigen Krieg zerstört wurde.

## Lage
Mennisweiler liegt auf der Gemarkung Mittelurbach der Stadt Bad Waldsee, unmittelbar an der Grenze zur Gemarkung Haidgau der Stadt Bad Wurzach. Die Ortschaft befindet sich südöstlich von Bad Waldsee, nordwestlich von Molpertshaus und südwestlich von Bad Wurzach. Mennisweiler markiert das südliche Ende des Haisterkircher Rückens und ist verkehrstechnisch an die Landesstraße L 314 und eine Kreisstraße angebunden.

### Naturräumliche und Hydrologische Einordnung
Obwohl Mennisweiler etwa 400 Meter südlich der Quelle der Osterhofer Ach liegt, liegt es vollständig auf dem Gewässereinzugsgebiet der Aitrach. Naturräumlich liegt Mennisweiler auf den Riß-Aitrach-Platten innerhalb der Großlandschaft Donau-Iller-Lech-Platte. Die Grenze zum Oberschwäbischen Hügelland (Großlandschaft Voralpines Hügel- und Moorland) verläuft nur etwa 670 Meter entfernt.

## Sehenswürdigkeiten
- Kapelle St.-Eligius

## Verkehrsanbindung
Mennisweiler ist an die Landesstraße L 314 und die Kreisstraße K 7933 angebunden. Über die L 314 besteht nach Nordosten eine Verbindung nach Bad Wurzach mit Anschluss an die Bundesstraße 465 (Richtung Leutkirch/A 96 und nach Unteressendorf/B 30). In Richtung Südwesten führt die L 314 über Roßberg und Bergatreute nach Baienfurt. In Roßberg zweigt die L 316 ab, die westlich nach Bad Waldsee und östlich über Alttann nach Wolfegg führt.
Folgt man der K 7933 in nördlicher Richtung, erreicht man Haisterkirch und von dort aus über Hittelkofen und Osterhofen schließlich Eggmannsried mit Anschluss an die B 465. Südlich führt die K 7933 nach Molpertshaus und Eintürnen.

### Radverkehr
Von Mennisweiler führt ein Gemeindeverbindungsweg nach Ehrensberg. Von dort aus bestehen Weiterfahrmöglichkeiten mit dem Fahrrad über Haisterkirch nach Bad Waldsee sowie über Haidgau nach Bad Wurzach.
Eine Radwegverbindung führt von Mennisweiler nach Molpertshaus, wo ein Anschluss an den Radweg von Bad Wurzach nach Roßberg besteht.
Mennisweiler ist nicht an das Radnetz Baden-Württemberg (Radnetz BW) angebunden.

### Schienenverkehr
Die südöstliche Grenze der Bebauung von Mennisweiler wird durch die Bahnlinie gebildet. Der Ort selbst verfügt jedoch über keinen eigenen Bahnhof.
Anlässlich des Kreismusikfestes in Molpertshaus im Jahr 2012 errichtete der Musikverein Molpertshaus temporär einen Bahnsteig bei Mennisweiler, um die An- und Abreise zum Fest mit der Bahn zu ermöglichen.